# Louis Archambeault
Pour les articles homonymes, voir Louis Archambault (homonymie) et Archambault (homonymie).
Louis Archambeault, né le 7 novembre 1814 à Longue-Pointe et mort le 3 mars 1890 à L'Assomption, est un notaire et homme politique fédéral, provincial et municipal du Québec.

## Biographie

### Carrière
Il devient notaire en 1836 et pratique à Saint-Roch-de-l'Achigan, dont il deviendra maire. Il est aussi préfet du comté de Leinster de 1848 à 1853 et, lors de la scission du comté en ceux de L'Assomption et de Montcalm, demeura préfet dans celui de L'Assomption de 1854 à 1877.
En 1855, il déménage dans le village de L'Assomption. Il devient député à l'Assemblée législative de la province du Canada pour L'Assomption en 1858. Défait en 1861, il récupère son poste en 1863. En 1867, il sert comme commissaire de l'Agriculture et des Travaux publics dans le cabinet provincial tout en représentant la division de Repentigny dans le Conseil législatif du Québec. Il introduit également des mesures encourageant le immigrants francophones à s'établir au Québec.
Il est élu député du Parti libéral-conservateur de la circonscription fédérale de L'Assomption à la Chambre des communes du Canada lors de l'élection fédérale canadienne de 1867, et réélu lors de l'élection de 1872. Il quitta lors de l'élection 1874, alors que la loi ne permettait plus de siéger simultanément au fédéral et au provincial.
En 1874, il est accusé d'avoir participé à l'affaire des Tanneries, qui fait tomber le gouvernement provincial de Gédéon Ouimet.
De 1877 à 1882, il est maire de L'Assomption.
En 1888, il quitte son siège au Conseil législatif et le donne à son fils Horace Archambeault.
Archambeault aida à introduire un bureau de surveillance de la pratique du notariat au Québec. Il fut aussi président du bureau montréalais de 1865 à 1870 et du bureau provincial de 1870 à 1876.

### Famille
Il est le fils de Jacques Archambault, cultivateur, et de Catherine Raimondvert. Il épouse Éloïse (Élise) Roy en 1839, puis Marguerite-Élisabeth Dugal en 1848. Parmi ses enfants :
- Horace Archambeault, juge et homme politique
- Joseph-Alfred Archambeault, évêque